# Xã West Cornwall, Quận Lebanon, Pennsylvania
Xã West Cornwall (tiếng Anh: West Cornwall Township) là một xã thuộc quận Lebanon, tiểu bang Pennsylvania, Hoa Kỳ. Năm 2010, dân số của xã này là 1.976 người.